# Saint-Calez-en-Saosnois
Saint-Calez-en-Saosnois ist eine französische Gemeinde mit 185 Einwohnern (Stand: 1. Januar 2022) im Département Sarthe in der Region Pays de la Loire; sie gehört zum Arrondissement Mamers und zum Kanton Mamers. Die Einwohner werden Caléziens genannt.

## Geographie
Saint-Calez-en-Saosnois liegt etwa 36 Kilometer nordnordöstlich von Le Mans. Umgeben wird Saint-Calez-en-Saosnois von den Nachbargemeinden Saosnes im Norden und Nordwesten, Pizieux im Osten und Nordosten, Commerveil im Osten und Südosten, Monhoudou im Süden sowie Courgains im Westen und Südwesten.

## Bevölkerungsentwicklung
| 1962                      | 1968 | 1975 | 1982 | 1990 | 1999 | 2006 | 2013 |
| ------------------------- | ---- | ---- | ---- | ---- | ---- | ---- | ---- |
| 237                       | 225  | 180  | 155  | 133  | 166  | 170  | 161  |
| Quelle: Cassini und INSEE |      |      |      |      |      |      |      |

## Sehenswürdigkeiten

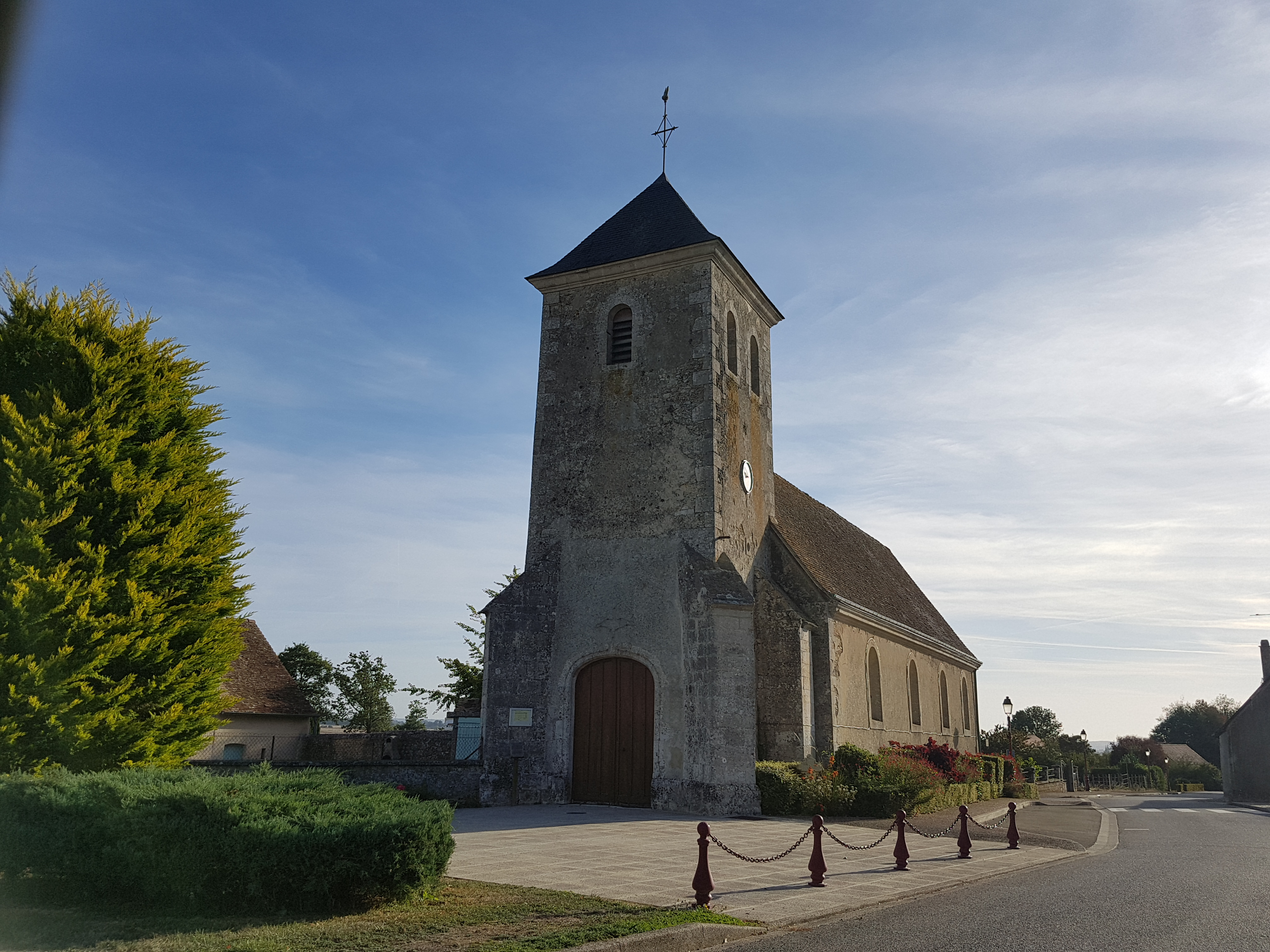
Kirche Saint-Calais aus dem 15./16. Jahrhundert   - Kirche Saint Calais
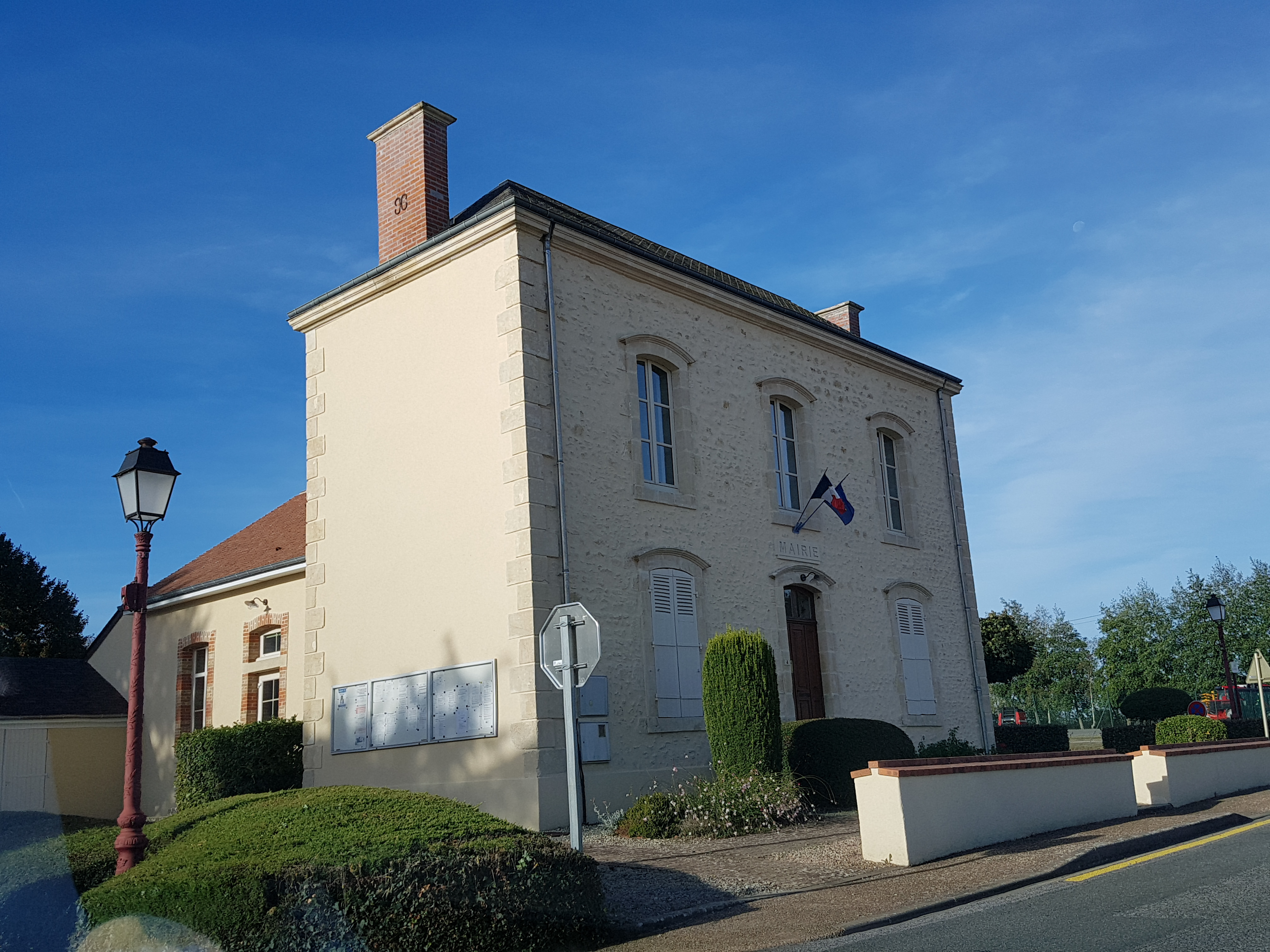
Mairie in Saint-Calez-en-Saosnois
  - Mairie in Saint-Calez-en-Saosnois